# Carlo Vincenti
Carlo Vincenti (VescoVI) (Viterbo, 23 novembre 1946 – Viterbo, 6 giugno 1978) è stato un artista e poeta italiano.

## Biografia
Nasce a Viterbo da Margherita Calbi, maestra elementare, e da Umberto, fisarmonicista. Ha lasciato alla fine della sua breve vita non solo dipinti e disegni, ma anche scritti, poiché si esprimeva sia attraverso l'immagine, sia attraverso la poesia e lo scritto ideologico-filosofico.
A 12 anni è premiato al concorso RAI del 1958. Svolge gli studi presso il Liceo Scientifico P. Ruffini di Viterbo e dal 1965 frequenta la facoltà di Architettura dell'Università La Sapienza di Roma. Fondamentale, come sottolinea in alcuni suoi scritti, sarà la frequentazione del Museo d'Arte Orientale.
'Dimidiata' e 'Frammento', nel senso di divisione, recupero e raccolta, diventano le parole-chiave della sua produzione e da quegli anni inizierà a firmare le sue opere col nome d'arte VescoVI [ 5 esco 6 ] con riferimento alla numerologia di Pitagora.
Usa quindi una propria tecnica Neo-Dadaista che comprende l'uso del collage per l'assemblaggio di reperti iconici e testuali che mostrano la sua visione lucida dello spazio nella necessità di ordinare, "un mezzo veloce per mediare i suoi concetti e l'esistenza tutta, dimostrando la sopravvivenza e l'enigma dell'immagine oltre la storia dell'arte, mostrandoci quello che è a tutti gli effetti, il suo spazio d'azione." (Anton Giulio Niccoli, 2016).
Non abbandonerà comunque l'olio e dal 1974 si lega con contratto al gallerista Alberto Miralli. Lavora con intensità esprimendosi attraverso vari linguaggi, compresa la poesia visiva, e sperimentando costantemente.
È considerato uno dei più particolari testimoni della sperimentazione artistica degli anni ‘60/’70, che ha sentito fortemente gli anni in cui viveva e il clima artistico del periodo, percependo fino in fondo i cambiamenti dell’arte e gli eventi.
La sua produzione è vastissima ma soffre l'emarginazione ed il disagio subendo ricoveri forzati in strutture psichiatriche. Muore tragicamente il 6 giugno 1978, non ancora trentaduenne.
Nel 2016 il festival Quartieri dell'Arte celebra "l'artista e poeta", a 70 anni dalla nascita e quasi 40 anni dalla morte, con il "progetto Carlo Vincenti". L'eclettismo di Carlo viene mostrato al pubblico attraverso eventi, come la performance Fratto C, che propone un montaggio stocastico di testi dell'artista letti e recitati in un'atmosfera che vuole ricreare quella scomposizione presente nelle sue opere più originali, i ‘collage’, reperti/assemblaggi incollati su tela.
Diversi artisti e critici si sono occupati delle sue opere, tra gli altri: Mirella Bentivoglio, Bruno Ceccobelli, Enrico Crispolti, Marta Francocci, Enrico Mascelloni, Sarenco.

## Esposizioni
Sue opere sono state esposte a Pistoia (”Quasi pagine, libro d'artista, libro oggetto, libro ambiente”), 2007, a Los Angeles (At the Brewery Project), 2004, al MART di Rovereto, 2001, al Palazzo della Regione di Mantova (“Poesia Totale 1897-1997, Dal colpo di dadi alla Poesia visuale”, a cura di Enrico Mascelloni e Sarenco), 1998, a S. Gabriele, Teramo (“Beata Passio”, V Biennale d'Arte Sacra, ‘Via Crucis’, a cura di Enrico Crispolti), 1992.

## Memorie
Dal 2010 è attiva un'associazione a lui intitolata.
Nelle edizioni del 2011, 2016 e 2018 il festival di teatro "Quartieri dell'Arte" ha voluto ricordare il poeta che ha saputo esprimere attraverso la parola quella stessa appassionata ricerca presente nelle sue opere visive.
Anton Giulio Niccoli:  "Negli anni, Vincenti si è servito di cose banali per velare risposte, per spingere l'osservatore a scalare il visibile e a conquistarsi uno sguardo privilegiato sull'essere umano e divino." (2016)
Mirella Bentivoglio: "... quella di Vincenti fu una celebrazione lapidaria del segno, del segno in tutte le sue forme; al di là di ogni distinzione di codice e categoria." (2004)
"Con Carlo Vincenti, che operò nel Lazio lungo gli anni Sessanta e Settanta, la tecnica dell'assemblaggio è portata alle estreme conseguenze. [...] L'intensità di ciò che ha prodotto ha portato il suo nome molto lontano. È oggi considerato uno dei più singolari testimoni di quel drammatico momento storico di trasformazioni." (2006)
Marta Francocci: "Vincenti non merita un testo vago. Il suo lavoro è pieno di dichiarazioni precise, di necessità espresse. È una cartucciera piena di lucide ed eventuali deflagrazioni. [...] Costruisce un panorama ordinato mite e intelligente senza ostentazione e senza la falsa malinconia di provincia." (1994)
"I suoi collage hanno la forza disarmante e insindacabile di chi simula la casualità delle cose che mostra, e insieme la pulizia maniacale di chi dosa i sogni, le presenze di chi oscura gli eccessi – anche cromatici." (1996)

## Pubblicazioni
- 2023 "Camminare con la Croce insieme a Carlo Vincenti" di Fabio Vincenti, Barbara Aniello e don Gianni Carparelli, edizione APS, Viterbo
- 2018 " dal repertorio uno ", GBEditoriA, Roma. La raccolta, data alle stampe per la prima volta nel 1975, in occasione di una mostra alla Galleria Miralli di Viterbo, viene riproposta in una nuova edizione con foto a colori.
- 2016 " / C - fratto c ", i testi della performance teatrale a cura di Alfonso Prota e Fabio Vincenti, GB EditoriA, Roma
- "Dal repertorio uno", Raccolta di poesie, Galleria Miralli, Bagnaia – Viterbo, 1975
- Poesie in "Il Torchio" Numero 4, giugno-luglio 1978
- Poesie in "Verona Voce", Vol. 11/2, agosto-settembre 1989
- "Luci ed ombre", articolo su Romano Liviabella, Ipotesi, aprile 1977
- "Pipistrello di lusso", articolo su Sebastian Matta, Ipotesi, Viterbo, maggio 1977
- "Silenzio", articolo su Lucilla Scipioni, Ipotesi, Viterbo, giugno/luglio 1977
- "Frammenti di carta", Ipotesi, Viterbo, agosto/settembre 1977
- "Lutto in famiglia" Ipotesi, Viterbo, gennaio 1978
- "Avventura critica di Waterly Doll", Ipotesi, Viterbo, febbraio 1978
- “Confronto”, articolo su Clori Anselmi, Ipotesi, Viterbo, aprile 1978